# Casinaria albibasalis
Casinaria albibasalis là một loài tò vò trong họ Ichneumonidae.